# Filiberto di Challant

Stemma Challant

Filiberto di Challant-Aymavilles (intorno al 1480 – 1517) (in francese, Philibert de Challant-Aymavilles) fu un nobile valdostano appartenente alla famiglia Challant del ramo Challant-Aymavilles ed ebbe il titolo di 4º conte di Challant.

## Biografia
Figlio di Luigi di Challant-Aymavilles e di Marguerite de La Chambre, alla morte del padre nel 1487 fu investito dei feudi di Graines, Andorno, Surpierre, Issogne e Châtillon ed essendo ancora bambino venne posto sotto la tutela del cugino Giorgio di Challant-Varey. In quegli anni Giorgio si dedicò tra le altre cose alla ristrutturazione del castello di Issogne, scelto come residenza da Filiberto e da sua madre, per realizzare una dimora di prestigio per il suo pupillo.
Alla morte del fratello Giacomo ereditò anche i feudi di Aymavilles, Verrès, Ussel e Saint-Marcel.
Sposò nel 1502 Louise d'Aarberg, figlia di Claudio d'Aarberg, conte sovrano di rango principesco di Valangin e di Aarberg, e di Guglielmetta de Vergy, ricevendone in dote i feudi di Valangin e Bauffremont. Dal loro matrimonio nacque un unico figlio, Renato.
Sotto i Savoia ricoprì le cariche di consigliere e ciambellano ducale (dal 1487), castellano di Bard tra il 1487 e il 1517, castellano di Châtel-Argent tra il 1499 e il 1513, capitano d'arme dei Savoia (dal 1496), balivo e luogotenente generalde della Valle d'Aosta tra il 1509 e il 1517. Nel 1487 fu nominato da Carlo I Cavaliere dell'Ordine del Collare di Savoia (in seguito chiamato Ordine Supremo della Santissima Annunziata).
Morì nel 1517.